# Ressources naturelles dans l'Union européenne
Pour des articles plus généraux, voir Géographie de l'Union européenne et Économie de l'Union européenne.
Les ressources naturelles de l'Union européenne sont l'ensemble des éléments présents sur le territoire de l'Union et susceptibles d'une exploitation. Il s'agit notamment de l'agriculture, de la pêche, de l'eau, des forêts et des éléments contenus dans le sous-sol. Ces ressources jouent un rôle important dans le développement économique et en matière de sécurité énergétique.

## Ressources alimentaires: gestion par des politiques communes
Parmi les politiques menées par l'Union européenne, deux concernent directement les ressources alimentaires : la politique agricole commune et la politique commune de la pêche. Ces politiques visent notamment à parvenir à l'autosuffisance alimentaire de l'Union.

### Ressources agricoles
En 2005, donc dans l'UE-25, les ressources agricoles de l'Union européenne font d'elle le 3e producteur mondial de céréales avec 11,5 % de la production,. Plus précisément, elle est le premier producteur d'orge (39,7 %) et de blé (19,4 %) et le quatrième producteur de maïs (6,6 %). Elle est aussi le deuxième producteur mondial de fruits et légumes avec 9,5 % de la production,. Parmi ces produits l'Union est le premier producteur mondial de raisins et d'olives (avec respectivement 42 et 70 % de la production). Elle occupe la seconde position pour les pommes de terre, les tomates, les pommes, les graines de colza et les carottes (respectivement 20 %, 15 %, 21 %, 31 % et 22 %). Au niveau des produits agricoles transformés, l'Union européenne est au troisième rang mondial en matière d'huile et graisses végétales avec 11,5 % de la production,. Elle est aussi le premier producteur d'huile d'olive (78 % de la production mondiale), de colza (33 %) et de tournesol (21 %). L'UE est aussi le premier producteur de vin et de bière avec respectivement 60,7 % et 25 % de la production mondiale. Elle est le troisième producteur de sucre au monde avec 13,3 % de la production et le premier producteur de betteraves à sucre (50,1 %).
En ce qui concerne l'élevage, l'UE possède le plus important cheptel au monde bien qu'elle ne détienne que le deuxième cheptel porcin (16,2 % du cheptel mondial), le troisième cheptel ovin (10,3) et le cinquième cheptel bovin (6,5 %). De ce fait, l'UE est le deuxième producteur de viande au monde avec 16,9 % de la production et plus précisément le deuxième producteur de viande de porc, de bovins, de moutons et le troisième producteur de volaille. L'Union est aussi le premier producteur mondial de produits dérivés tels que le lait (avec 25 % de la production mondiale) et de fromages (47 %). Enfin, elle est à la deuxième place dans la production de beurre (26 %) derrière l'Inde (31 %).

### Ressources halieutiques
Dans le domaine de la pêche, l'Union européenne est ouverte sur plusieurs zones de pêches en Atlantique, en Méditerranée, en mer Baltique, du Nord et en mer Noire et par conséquent elle dispose d'importantes ressources halieutiques. Celle-ci s'étend même au-delà notamment dans les secteurs maritimes correspondant à ces régions ultrapériphériques ainsi que grâce à des accords bilatéraux avec l’Islande et la Norvège dans le cadre de l'espace économique européen. En 2007, les 15 principales espèces pêchée par l’Union européenne sont : le hareng de l'Atlantique, le sprat, le merlan bleu, le maquereau commun, la sardine commune, le lançon, le chinchard d'Europe, la morue de l'Atlantique, l'albacore, le chinchard noir, l'anchois, le listao, le chinchard du Chili, la moule commune et la langoustine. Cependant, du fait de la surpêche, certaines espèces de poissons font dorénavant l'objet de pêches limitées et encadrées par des quotas et des zones géographiques. Ainsi, certains fonds sont interdits de pêches.

## Ressources sylvestres: des milieux touchés par une anthropisation ancienne
Les forêts présentes sur le sol de l'actuel Union ont beaucoup diminué depuis le Moyen Âge du fait des défrichements effectués tant pour chauffer la population que pour augmenter la production agricole face à la hausse démographique. À cela est venu s'ajouter aux alentours du XVIIe siècle, la construction des navires utilisés pour commercer avec les autres continents ainsi que pour les guerres. Cette période a contribué à diminuer l'importance des forêts sur le sol européen. Pour contrebalancer ces effets, dès le XIXe siècle, certaines forêts artificielles ont été mis en place, tel que la forêt des Landes. Ainsi, depuis 1990, les forêts d'Europe voient leur superficie augmenter de près de 800 000 hectares chaque année bien que celles-ci continuent de souffrir du morcellement.
Dans l'Union européenne, les surfaces boisées représentent environ 37,8 % de la superficie totale (la moyenne mondiale étant de 39 %). Sur ces 35 %, environ 66 % sont composés de forêts denses. Les États membres utilisent la forêts notamment pour lutter contre l'érosion des sols et les autres effets négatifs du climat.
Les forêts de l'Union européenne continentale peuvent se subdiviser en deux catégories principales : les forêts de résineux et celle de feuillus. On distingue plusieurs types de forêts.

### Forêts boréales
Les forêts boréales ont une croissance lente et contiennent principalement des résineux. Elles se rencontrent en Suède, en Finlande ainsi que dans les pays baltes où elles couvrent la majeure partie du territoire. Certaines d'entre elles sont des forêts primaires. Peu d'espèces s'y sont développées car ces régions se caractérisent par de basses températures et peu d’ensoleillement. Ces forêts sont principalement composées d'épicéa, de pin sylvestre, de mélèze ainsi que de saule, de bouleau et de tremble. Ces forêts sont utilisées dans le domaine de la pâte à papier.

### Forêts tempérées
Les forêts tempérées, du fait de pluies réparties sur l'ensemble de l'année, ont des essences plus diversifiées. Cependant, le climat n'est pas homogène sur l'ensemble de cette zone, il en résulte des variations dans la composition des forêts. Ainsi, les forêts atlantiques se composent principalement d'arbres à feuille caduque tel que le chêne, le hêtre, l'érable, le tilleul ou le frêne alors que dans les forêts continentales les résineux et feuillus se mélangent davantage.

### Forêts de montagne
La répartition des forêts de montagne dépend tant de l'altitude que de l'orientation par rapport au Soleil. Elles jouent un rôle important dans la prévention des avalanches, des chutes de pierre, des glissements de terrain et de protection des sols.

### Forêts méditerranéennes
Les forêts méditerranéennes se composent d'essences plus habituées aux sécheresses estivales. Elles se distinguent des autres forêts de l'Union en ce qu'elles sont composées d'arbres à feuilles sempervirents tel que le chêne vert, le chêne-liège, ou le chêne kermès. L’apparition du chêne pubescent et du charme marque la transition avec les forêts tempérées.

### Forêt guyanaise
La forêt guyanaise est l'un des écosystèmes les plus diversifiés au monde. En effet, la forêts de Guyane est une forêt primaire à très haut niveau de biodiversité (hot-spot parmi les plus riches au monde) laquelle est protégée par le parc national de Guyane et six réserves naturelles. L'Union européenne, ainsi que l'Union internationale pour la conservation de la nature, y recommandent des efforts particuliers de protection.
La forêt tropicale humide de Guyane s'est paradoxalement épanouie sur un des sols les plus pauvres du monde, en azote, en potassium, en phosphore et en matières organiques. Pour cette raison, et parce que cette zone a toujours conservé des refuges pour toutes ses espèces lors des périodes sèches ou de glaciation terrestre, cette forêt abrite des écosystèmes uniques qui sont parmi les plus riches et les plus fragiles du monde : forêts tropicales primaires très anciennes, mangroves, savanes, inselbergs et nombreux types de zones humides.
Sur près de 8 millions d'hectares, soit 95 % du territoire guyanais, près de 440 000 espèces végétales et animales se côtoient dont plus de 5 500 espèces végétales,. Ce seul département français abrite au moins 98 % de la faune vertébrée et 96 % des plantes vasculaires de France.

## Ressources hydriques
Un grand nombre de fleuves et d'aquifères se trouvent dans l'Union. Les sous-sols de la plaine nord-européenne possèdent ainsi un nombre important de nappes phréatiques. Près de 70 % de l'eau utilisées par l'Union européenne provient des bassins souterrains.
Les régions méditerranéennes ont des ressources en eau rares et irrégulières, ainsi Malte est en dessous du seuil de pénurie avec seulement 500 m3 par an et par habitant. Les aquifères sont l'unique source d'eau potable de l'île de Malte.
La communication de la Commission au Parlement du 18 juillet 2007 établissait que le nombre et l'intensité des épisodes de sécheresse avait augmenté de 20 % dans l'Union européenne de 1976 à 2006. 11 % de la population et 17 % du territoire européen connaissait un problème de rareté des ressources en eau. Les régions du sud de l'Europe connaissent une « raréfaction de l’eau en raison de ressources hydriques restreintes, auxquelles s’ajoutent une demande élevée et une diminution des précipitations », selon un rapport publié par la Commission. Un communiqué a ajouté que « l’équilibre entre les besoins et les ressources en eau a atteint un seuil critique dans de nombreuses régions de l’Europe, et l’évolution du changement climatique devrait encore aggraver la situation ». Le rapport précise que cette sécheresse et la raréfaction des ressources en eau ne touchent pas que les pays méditerranéens.
Le rapport ajoute que « la République tchèque, Chypre et Malte ont déclaré devoir constamment faire face à ce problème », et « cinq États membres (Espagne, France, Hongrie, Portugal, Royaume-Uni) ont signalé des sécheresses et des niveaux pluviométriques inférieurs à la moyenne à long terme ». La France, les Pays-Bas, la Roumanie et la Suède ont ajouté devoir faire face à des pénuries d'eau ponctuel localisées.
Toujours selon le rapport de la Commission, d'ici à 2050, la plupart des régions de l'Union devraient être confrontées à un stress hydrique modéré ou sévère. Les causes de cette évolution sont en grande partie dues à l'utilisation non-durable des ressources ainsi qu'au réchauffement climatique. Le rapport tempère cependant cette réalité en affirmant que « les États membres concernés ont pris des mesures pour ménager les ressources en eau et en restreindre l’utilisation ».
Un plan de sauvegarde des eaux européennes est prévu pour 2010 concernant principalement l'utilisation rationnelle de l'eau notamment dans l'agriculture et dans l'environnement urbain.

## Sous-sols

Carte de la répartition du pétrole et du gaz en Europe.

### Pétrole
Les États membres de l'Union européenne disposent de quelques gisements pétroliers dont la majeure partie se trouve en mer du Nord. Le bassin de Viking Graben et la région de Tampen sont les principales sources de pétrole du Royaume-Uni. Il s'agit d'une région pétrolière et gazière d'importance mondiale, mais qui a franchi le pic de production. Les ressources sont partagées presque à égalité avec la Norvège. Une poignée de gisements géants (Brent, Ninian, Piper, Forties) de cette zone créèrent un véritable boom de la production dans les années 1980. Au nord du Royaume-Uni se trouve aussi la  « marge Atlantique », une région pétrolière plus récente, où sont exploités deux principaux gisements, Foinaven et Schiehallion, qui comptent parmi les plus gros producteurs britanniques. En dehors de ces zones, les réserves de pétrole ont une taille négligeable. De petites réserves existent :  au sud-est de la Grande-Bretagne ; dans le Bassin parisien ; dans les landes de Gascogne ; au large des côtes espagnoles ; dans le sud de la Sicile ; ainsi que de petits gisements en Hongrie, et Grèce.
| Pays                   | Origine de la production                                             | Quantité produite (barils par jour) | Quantité importée (barils par jour) | Consommation (barils par jour) |
| ---------------------- | -------------------------------------------------------------------- | ----------------------------------- | ----------------------------------- | ------------------------------ |
| Allemagne              | Bassin du nord-ouest                                                 | 156 800                             | 2 862 000                           | 2 437 000                      |
| Autriche               |                                                                      | 21 880                              | 273 000                             | 247 700                        |
| Belgique               |                                                                      | 11 220                              | 1 120 000                           | 608 200                        |
| Bulgarie               |                                                                      | 3 227                               | 125 000                             | 125 000                        |
| Chypre                 |                                                                      | 0                                   | 58 930                              | 59 000                         |
| Danemark               |                                                                      | 262 100                             | 173 100                             | 166 500                        |
| Espagne                |                                                                      | 27 230                              | 1 716 000                           | 1 482 000                      |
| Estonie                |                                                                      | 7 600                               | 30 590                              | 30 000                         |
| Finlande               |                                                                      | 8 718                               | 337 900                             | 206 200                        |
| France                 | Bassin parisien (54 %), la région aquitaine (45 %) et l'Alsace (1 %) | 70 820                              | 2 386 000                           | 1 875 000                      |
| Grèce                  |                                                                      | 6 779                               | 520 900                             | 414 400                        |
| Hongrie                |                                                                      | 21 430                              | 171 600                             | 137 300                        |
| Irlande                |                                                                      | 0                                   | 181 600                             | 160 900                        |
| Italie                 |                                                                      | 146 500                             | 1 911 000                           | 1 537 000                      |
| Lettonie               |                                                                      | 0                                   | 43 400                              | 40 000                         |
| Lituanie               |                                                                      | 6 333                               | 204 000                             | 74 000                         |
| Luxembourg             |                                                                      | 0                                   | 50 720                              | 43 400                         |
| Malte                  |                                                                      | 0                                   | 17 910                              | 19 000                         |
| Pays-Bas               |                                                                      | 57 190                              | 2 426 000                           | 922 800                        |
| Pologne                |                                                                      | 34 140                              | 553 900                             | 545 400                        |
| Portugal               |                                                                      | 4 721                               | 323 000                             | 272 200                        |
| République tchèque     |                                                                      | 10 970                              | 219 900                             | 207 600                        |
| Roumanie               |                                                                      | 117 000                             | 217 000                             | 214 000                        |
| Royaume-Uni            | Mer du Nord, marge Atlantique, sud-est de la Grande-Bretagne         | 1 502 000                           | 1 669 000                           | 1 491 000                      |
| Slovaquie              |                                                                      | 4 114                               | 144 000                             | 79 930                         |
| Slovénie               |                                                                      | 5                                   | 57 000                              | 60 000                         |
| Suède                  |                                                                      | 4 833                               | 589 900                             | 328 100                        |
| Total Union européenne | Cf. ci-dessus                                                        | 2 365 000                           | 8 613 000                           | 13 630 000                     |

### Gaz
L'Union possède aussi quelques réserves de gaz naturel. Les principales zones d'extraction du gaz de l'Union européenne sont : au Royaume-Uni, où les réserves sont en déclin rapide ; le gisement de Groningue (Pays-Bas), où les ressources sont sous-exploitées (les Pays-Bas fournissent près de 15 % du gaz consommé par l'UE) ; en Italie dans le système Pô-apien ; en Allemagne, mais la production y est en déclin puisque le pays ne produit plus que 15 % de sa propre consommation.
En 2011, l'Union ne produit pas ou peu de gaz de schiste. Néanmoins, le succès de ce gaz en Amérique du Nord a incité les géologues dans un certain nombre d’États membres à examiner le potentiel de production de leurs propres schistes riches en matières organiques,,,. En dehors des Pays-Bas, dont la production de gaz est supérieure à la consommation du pays, l'Union est dépendante des autres pays pour sa consommation de gaz. Les principales importations ont pour origine la Russie, l'Algérie et la Norvège. L'exploitation du gaz de schiste est ainsi perçu comme un moyen de réduire cette dépendance énergétique, du moins partiellement. Ainsi, dans le cas de la France, l'exploitation du gaz de schiste permettrait de couvrir sa consommation annuelle de gaz sans importation pendant 100 ans. Cependant, certains facteurs sont différents entre l'Union et les États-Unis : la densité de population, le droit du sous-sol, des contraintes environnementales plus importantes, des bassins sédimentaires plus petits et un réseau de transport de gaz moins développé sont des éléments à prendre en compte dans le cadre d'une exploitation.

### Minerais
Enfin, la Guyane dispose d'importantes réserves d'or, de bauxite, diamant, kaolin, manganèse, niobium, platine, ou encore de tantale. L'art 64 du projet de loi Grenelle II prévoit un  « schéma départemental d’orientation minière » pour la Guyane, promouvant une exploitation minière compatible avec les exigences de préservation de l’environnement.
| Métal, minéral | Taux de dépendance | Pays d'origine de l'approvisionnement | Usage                                        |  |
| Antimoine      | 100 %              | Chine                                 | Condensateurs                                |  |
| Béryllium      | 100 %              | États-Unis                            |                                              |  |
| Cobalt         | 100 %              | République démocratique du Congo      | Batterie au lithium, combustible synthétique |  |
| Fluorite       | 69 %               | Chine                                 |                                              |  |
| Germanium      | 100 %              | Chine                                 | Fibre optique, technologies optiques         |  |
| Graphite       | 95 %               | Chine                                 |                                              |  |
| Indium         | 100 %              | Chine                                 | Petite surface photovoltaïque                |  |
| Magnésium      | 100 %              | Chine                                 |                                              |  |
| Niobium        | 100 %              | Brésil                                | Condensateurs, ferroalliage                  |  |
| Platinoïdes    | 100 %              | Afrique du Sud                        |                                              |  |
| Terres rares   | 100 %              | Chine                                 |                                              |  |
| Tantale        | 100 %              | Australie                             | Condensateurs, technologies médicales        |  |
| Tungstène      | 73 %               | Chine                                 |                                              |  |

La Commission définit les trois types de catégories :
- les matériaux critiques sont ceux dont le risque d'approvisionnement est principalement dû au fait que la majeure partie de la production mondiale provient de Chine, de Russie, de la République démocratique du Congo et du Brésil. Cette concentration de la production repose, dans la plupart des cas, sur le manque de substitutabilité et du faible taux de recyclage.
- les matériaux important économiquement mais sans risque immédiat pouvant toucher l'approvisionnement (en bas à droite du tableau) sont ceux qui, par un simple changement de variables peuvent passer dans la catégories des matériaux critiques. L'étude considère que les difficultés d'approvisionnement concernant ces matériaux peuvent apparaitre sur une échelle de temps plus longue.
- les matériaux en bas à gauche du tableau ne représentant pas de risques majeurs.